# Ornans (Meteorit)
Koordinaten: 47° 7′ 0″ N, 6° 9′ 0″ O
Der Meteorit von Ornans ging am 11. Juli 1868 in der Nähe von Ornans nieder. Er ist ein Kohliger Chondrit und zerbrach in zwei Teile, die zusammen 6 kg wiegen.

## Geschichte des Absturzes
Der Absturz ist gut dokumentiert, es gab Augenzeugen: Am 11. Juli 1868 hörten verschiedene Personen in der Stadt Ornans und den umliegenden Dörfern laute Explosionen, die an Kanonschüsse erinnerten, aus der Richtung der Schlucht von Flagey. Manche glaubten, dass ein Krieg zwischen Frankreich und Preußen ausgebrochen sei. Der Meteorit landete in der Nähe des Ortes La Raye de Coutaule im Lavaux-Tal südwestlich von Ornans. Ein Bäcker namens Roussel, der sich etwa hundert Meter vom Aufprall entfernt befand, wurde zu Boden geschleudert. Danach hat er den in zwei Teile zerbrochenen Meteoriten geborgen. Der Meteorit lag in einem kleinen Krater von 28 cm Tiefe und 21 cm Durchmesser. Für den Rest der Geschichte gibt es mehrere Versionen. Eine davon besagt, dass der Geologe Jules Marcou seinen Freund, den Maler Gustave Courbet, gebeten habe, ihm den Meteoriten zu schicken, damit er ihn untersuchen könne. Die genaue Flugbahn ist nicht bekannt, da es aber Ohrenzeugen bis nach Salins-les-Bains gibt, geht man von einer Flugbahn Südwest nach Nordost aus.

## Verbleib des Meteoriten
Das Hauptstück wird im Muséum national d’histoire naturelle aufbewahrt, ein weiterer, etwa ein Kilo schwerer Teil ist im British Museum in London zu sehen. Da der Meteorit im Juli 2024 vor genau 156 Jahren auf der Erde einschlug, beschloss das Maison de Louis Pasteur in Arbois, Jules Marcou anlässlich seines 200. Geburtstags eine Hommage zu erweisen und stellte den Pariser Teil des Meteoriten aus.